# Ghiacciaio Polar Club
Il ghiacciaio Polar Club è un ampio ghiacciaio situato sull'Isola di re Giorgio, nelle Isole Shetland Meridionali, a nord del termine della Penisola Antartica. Il ghiacciaio si trova in particolare nella parte occidentale della costa meridionale dell'isola, dove scorre lungo il versante meridionale del duomo Varsavia entrando nello stretto di Bransfield.

## Storia
Il ghiacciaio Polar Club è stato mappato durante la spedizione francese in Antartide svoltasi dal 1908 al 1910 al comando di Jean-Baptiste Charcot, ed è stato così battezzato dai partecipanti a una spedizione polacca di ricerca antartica svoltasi nel 1980, in onore del club polare polacco, il Klubu Polarnego, fondato nel 1971. Nel 2003, il comitato britannico per i toponimi antartici cambiò il nome del ghiacciaio utilizzando la dicitura inglese.